# Caroline Delemer
Caroline Delemer (Sens, 11 marzo 1965) è un'ex pentatleta francese.

## Palmarès
In carriera ha conseguito i seguenti risultati:
- Mondiali:

Montecatini 1986: oro nel pentathlon moderno a squadre.
Varsavia 1988: bronzo nel pentathlon moderno individuale ed a squadre.
Wiener Neustadt 1989: bronzo nel pentathlon moderno individuale.
Sydney 1991: argento nel pentathlon moderno individuale e bronzo a squadre.
Budapest 1992: argento nel pentathlon moderno staffetta a squadre.
- Europei

Székesfehérvár 2000: bronzo nel pentathlon moderno a squadre.